# War Anthem Records
War Anthem Records est un label discographique indépendant allemand  de heavy metal, basé à Weimar. Fondé en 2005, il est distribué par Soulfood.

## Histoire
Le label est fondé au milieu des années 2000 par Jarne Brauns (cofondateur du Party.San) et Volkmar Weber (Die Apokalyptischen Reiter) sous le nom de Hangnail Records. Après deux sorties sous ce nom, un double DVD est publié sous le nouveau nom de War Anthem Records à l'occasion du festival Party.San 2005. En raison d'un travail à l'étranger, Mario Flicke dirige le label de 2007 à 2011. En 2008, War Anthem Records reprend le back catalogue de Morbid Records. Depuis 2011, Jarne Brauns dirige à nouveau War Anthem Records en grande partie seul.
Parmi les artistes du label qui ont eu le plus de succès commercial jusqu'à présent, on trouve Darkened Nocturn Slaughtercult et Graveyard.

## Groupes et artistes
- Cliteater (de)
- Graveyard (de)
- Lividity (de)
- Malignant Tumour (de)
- Postmortem
- Purgatory